# Фісаки
Фіса́ки — проміжна залізнична станція 5-го класу Запорізької дирекції Придніпровської залізниці на неелектрифікованій лінії Запоріжжя II — Пологи між станціями Кирпотине (16 км) та Обща (15 км). Розташована в селищі Комишуваха Запорізького району Запорізької області.

## Історія
Станція відкрита 1904 року, з введенням в експлуатацію лінії Довгинцеве — Олександрівськ — Царекостянтинівка Катерининської залізниці.
Назва станції походить від кургану-могили козака Фісака, який височить за 3 км на північ від станції.

## Пасажирське сполучення
До повномасштабного російського вторгнення в Україну на станції Фісаки зупинялися поїзди приміського сполучення. Наразі рух поїздів тимчасово скасований.
| Рух поїздів по станції Фісаки (до 2022 року) |                       |                          |
| №                                            | Маршрут сполучення    | Періодичність курсування |
| 6841                                         | Пологи — Запоріжжя II | Щоденно                  |
| 6844                                         | Запоріжжя II — Пологи | Щоденно                  |
| 6849                                         | Пологи — Запоріжжя II | Щоденно                  |
| 6852                                         | Запоріжжя I — Пологи  | Щоденно                  |